# Hieronymus Dungersheim
Hieronymus Dungersheim, genannt Ochsenfart (* 22. April 1465 in Ochsenfurt; † 2. März 1540 in Leipzig) war ein deutscher Theologe. Er war Theologieprofessor in Leipzig und altgläubiger Gegner Luthers.
Dungersheim besuchte ab 1479 die Domschule in Würzburg. 1484 immatrikulierte er sich an der Universität Leipzig. 1485 erwarb er den ersten akademischen Grad des Baccalaureus artium. 1489 promovierte er und erhielt den Grad eines Magister artium. 
1495 empfing Hieronymus dann in Würzburg die Priesterweihe und wurde Sententiar an der theologischen Fakultät Leipzig. Ebenfalls wurde er als Prediger nach Chemnitz berufen. 1496 erwarb er in Köln das Lizentiat.
1501 wurde er zum Prediger an die St.-Marien-Kirche in Zwickau berufen. 1504 erhielt er an der Universität Siena den Grad eines Doktors der Theologie. Zum Wintersemester 1504/05 nahm er seine Lehrtätigkeit in Leipzig wieder auf und wurde 1506 als Mitglied der theologischen Fakultät aufgenommen. 1508 war Dungersheim Vizekanzler und im Sommersemester 1510 Rektor der Universität Leipzig.

## Werke
- De modo discendi et docendi ad populum sacra seu de modo prædicandi (1513)
- Erzeigung der Falschheit des Lutherischen coments über das 7. Capitel der I. Epistel zu den Corinthern. Leipzig 1531.
- Von worheit des fegfeurs wyder den Luther / Hieronimus von Ochsenfart. Leyptzk: Schumann, 1531.
- An den verleuckenden Priester Alexium Crosner von Colditz. Leipzig 1532.
- Schriften Gegen Luther Theorismata Duodecim Contra Lutherum, Articuli Sive Libelli Triginta. Neu herausgegeben von Theobald Freudenberger. Münster: 1987. ISBN 3402034530